# Salidou
 (août 2014).
Si vous disposez d'ouvrages ou d'articles de référence ou si vous connaissez des sites web de qualité traitant du thème abordé ici, merci de compléter l'article en donnant les références utiles à sa vérifiabilité et en les liant à la section « Notes et références ».

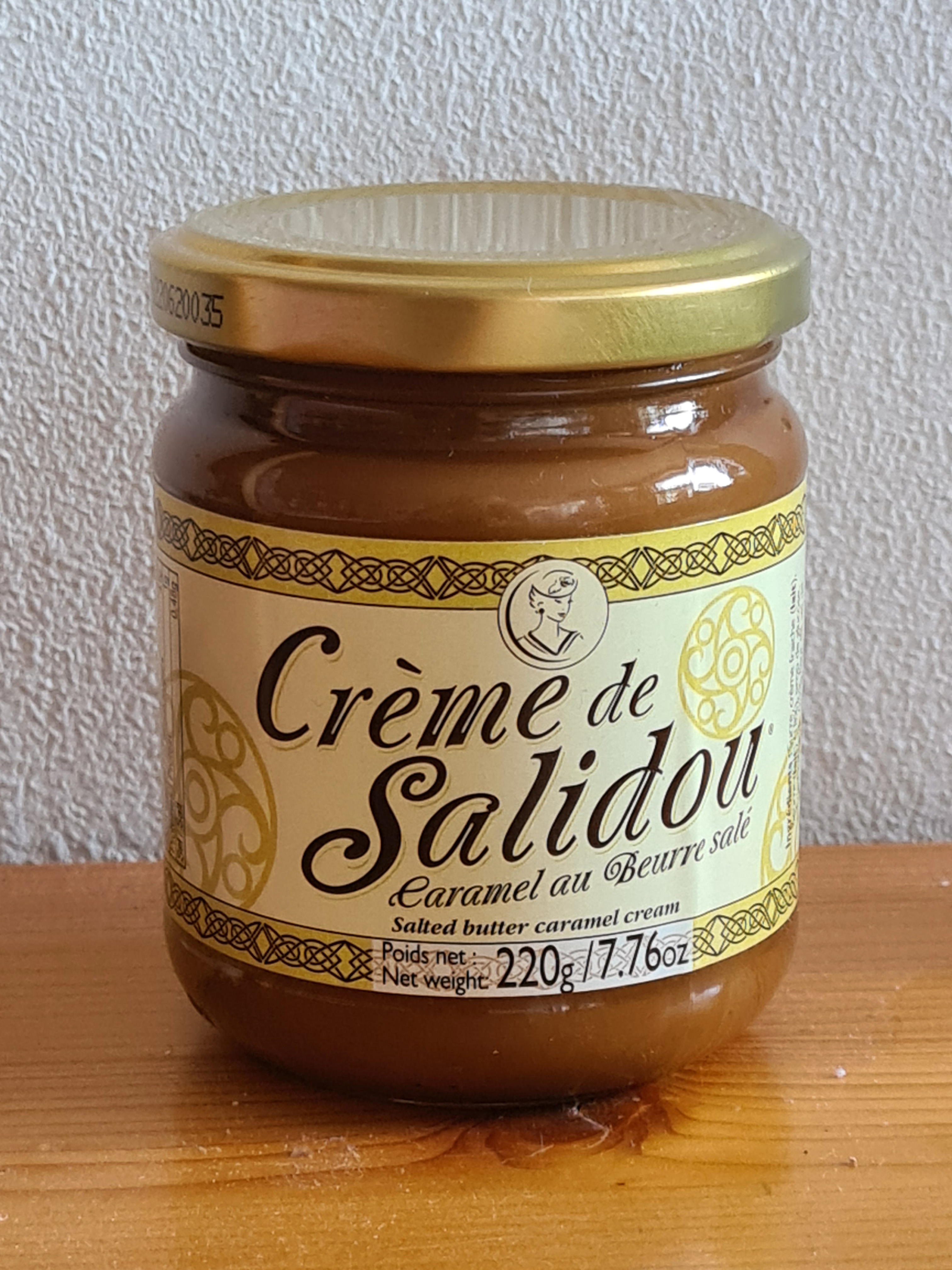
Pot de Salidou.

Le Salidou (ou crème de Salidou), spécialité créée sur la presqu'île de Quiberon, est une pâte à tartiner composée de caramel au beurre salé.
Spécialité gastronomique de la Bretagne et plus spécialement du Morbihan, le Salidou est généralement utilisé comme garniture pour les crêpes dites « au Salidou ».
Produit de consommation disponible aujourd'hui dans la plupart des grandes surfaces de la région bretonne, la production est cependant assurée par des entreprises locales dont la plupart date du milieu des années 1950, date de création du Salidou par les pâtissiers quiberonnais.